# مسلم أناتوف
مسلم أناتوف (مواليد 8 مايو 2006) لاعب كرة قدم جزائري، يشغل مركز مهاجم لنادي مولوديةالجزائر .

## مسيرته

### مع الأندية
بدأ أناتوف مسيرته في نادي بلدية تيندوف حيث ولد، قبل التحاقه بأكاديمية سيدي بلعباس عام 2021 ثم قضى سنتين ونصف ليلتحق بنادي مولوديةالجزائر صيف 2023 . ليس له علاقة بالعيون 

## مع المنتخب
تم استدعاء أناتوف للمنتخب الجزائري تحت 17 عاما للمشاركة في كأس العرب 2022 تحت 17 عاما، وفاز بجائزة أفضل لاعب في البطولة، بعد أن سجل هدفين في ست مباريات، وقاد المنتخب للفوز بالبطولة. تم استدعاؤه مرة أخرى لبطولة الجزائر الدولية لأقل من 17 عاما في مارس 2023، حيث أنهى البطولة بثلاثة أهداف في ثلاث مباريات.
تم اختياره في تشكيلة المنتخب الجزائري المشاركة في كأس الأمم الأفريقية تحت 17 سنة 2023، وأجرى مقابلة قبل المباراة الافتتاحية ضد الصومال، قال فيها إن الجزائر يجب أن تبدأ البطولة بشكل جيد. في المباراة الافتتاحية أمام الصومال، تمكّن أناتوف من تسجيل هدفي المباراة (فازت الجزائر 2-0)، واختير أفضل لاعب في المباراة.
خسرت الجزائر المباراة الثانية من البطولة أمام السنغال (3-0)، وقد اعتذر أناتوف للجماهير بعد المباراة عن "الأخطاء" التي ارتكبها الفريق.

## الحياة الشخصية
أعرب أناتوف أنه يريد أن يصنع لنفسه المجد ويحقق حلمه ويصبح الأفضل في حين قال إنه معجب  بالمهاجم الفرنسي كيليان مبابي.

## روابط خارجية
- مسلم أناتوف على موقع Soccerway.com (الإنجليزية)
- مسلم أناتوف على موقع كووورة